# 蔣公行館

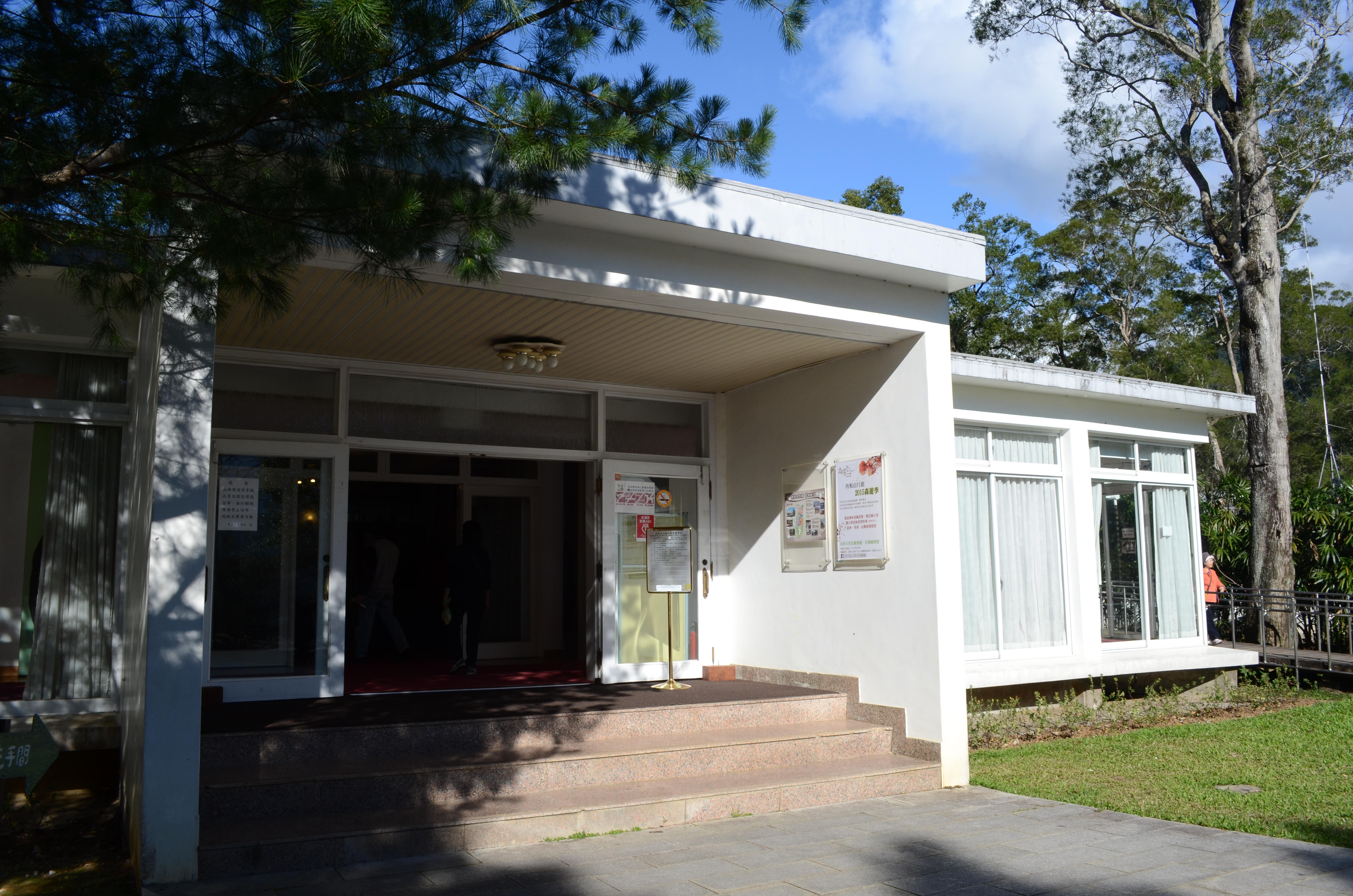
角板山行館

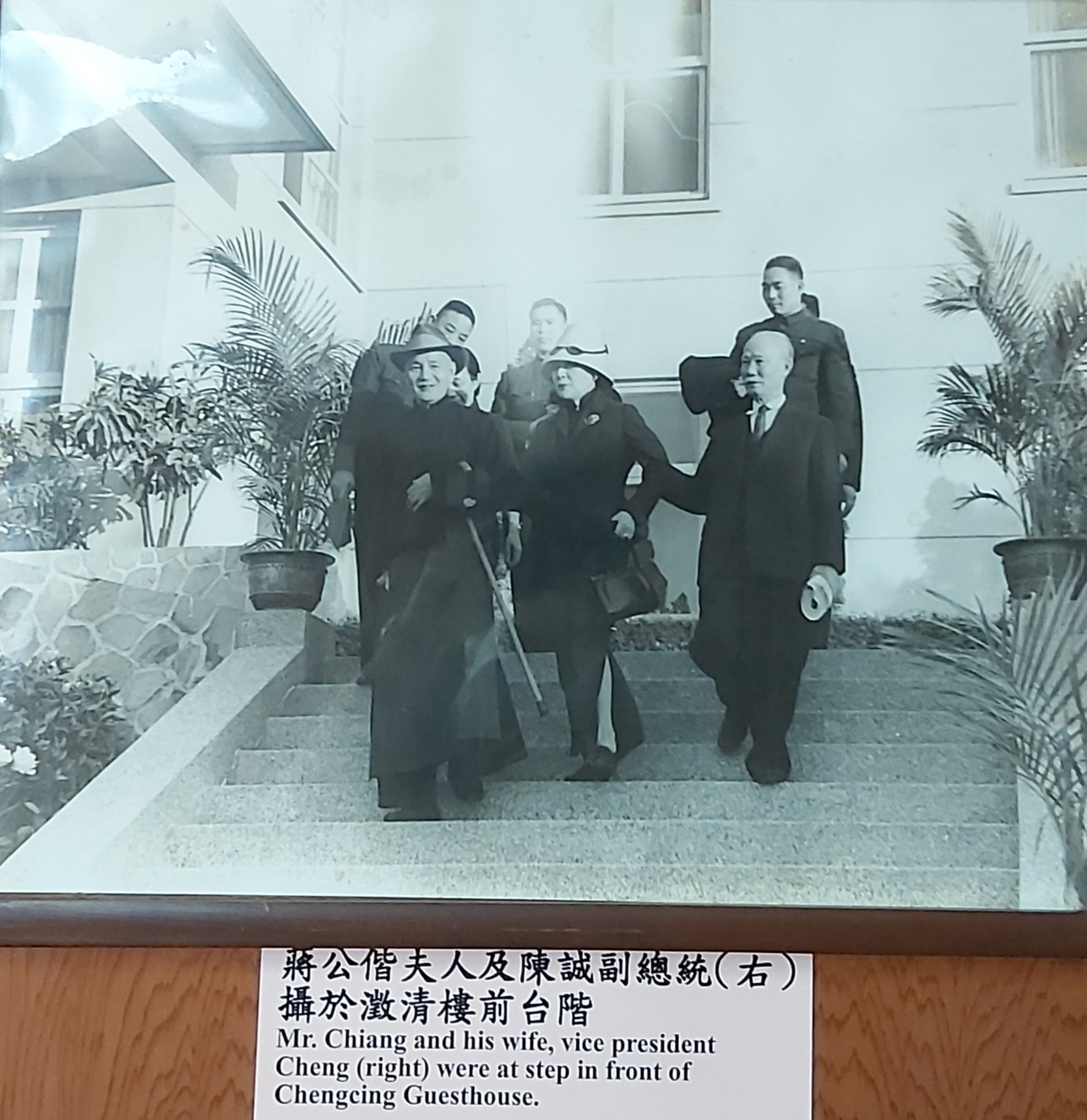
蔣中正夫婦與陳誠於澂清樓

蔣公行館，為已故中華民國總統蔣中正曾居住、巡視居留、度假、用於招待所之處。據統計，台灣約有三十餘處蔣公行館，目前多改為紀念館、藝文中心，亦有改作觀光旅館者。

## 種類

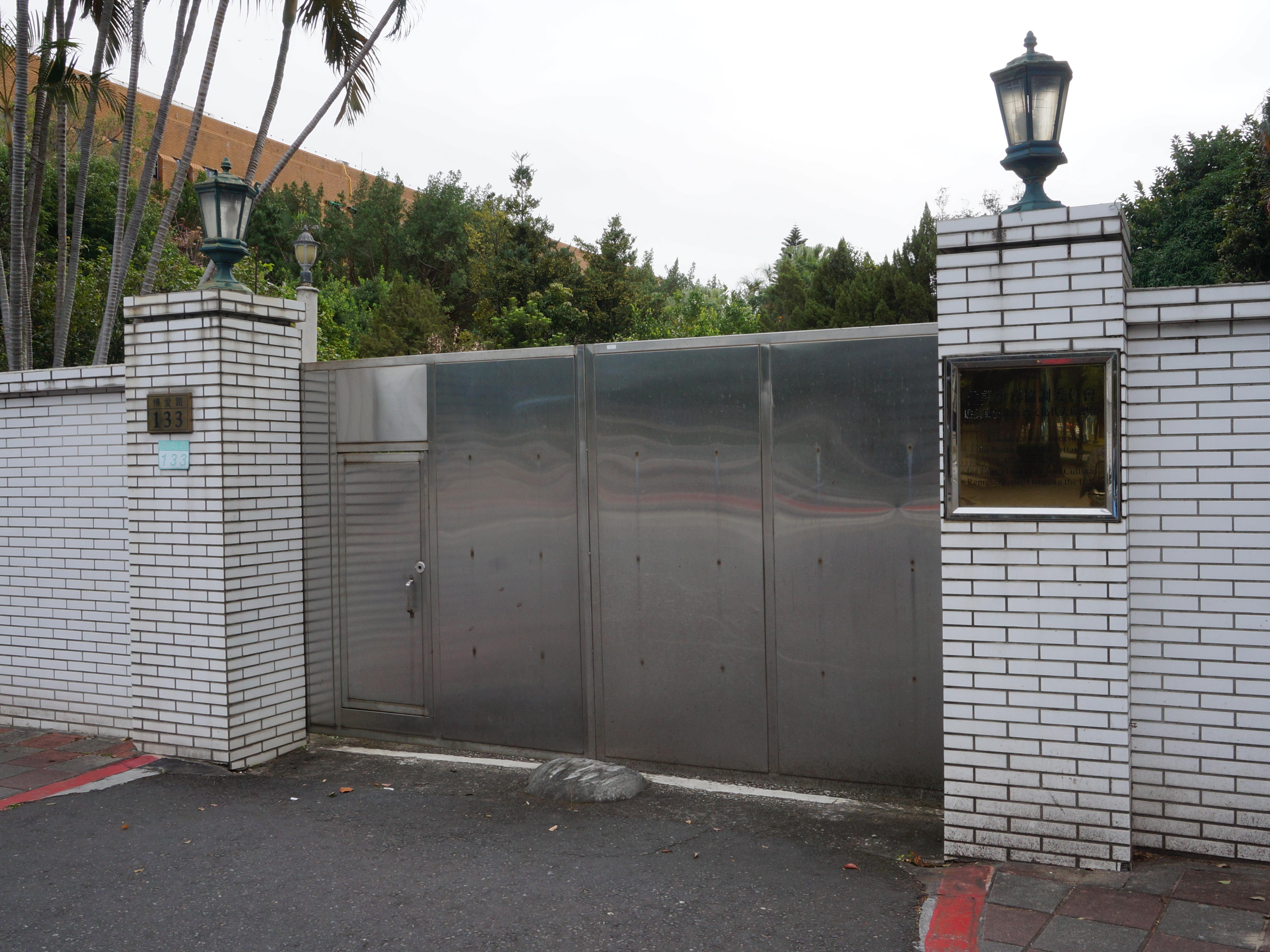
博愛賓館地址博愛路133號，現為臺灣美國事務委員會會址。

「蔣公行館」泛指1945年臺灣光復乃至1949年中華民國政府遷臺後，臺灣各地所有用於提供總統蔣中正或蔣經國父子留宿的館舍。據其特性，可以分為四類：
1. 用於長期定居，周圍通常戒備森嚴且廣設崗哨，這些作為官邸使用的主要住所對於終身期許光復大陸的兩蔣而言仍存有一定程度的「行館」意義，如士林官邸、草山行館、中興賓館、洞口賓館與七海寓所等屬之。
2. 專為巡行、避暑而興建或改建的處所，以風光明媚且散居各地為主要特色，沿襲自台灣日治時期遺留的日本皇室招待設施，亦因應對兩岸緊張情勢而備有加強各類應變規劃與避難設施和附設臨時指揮所，以日月潭涵碧樓、澄清湖澄清樓、角板山貴賓館、福壽山達觀亭、澎湖第一賓館等屬之。
3. 地方政府或相關單位提供的臨時休憩處，蔣可能只到過當地一兩次甚至從未涉足，但地方人士或政府官員仍將館舍主打為「總統行館」以增加地方影響力，甚至因此禁止公眾使用或窺探，如八卦山行館、嘉義農場行館、棲蘭行館以及中橫沿線許多處所屬之。
4. 提供蔣中正平日重要辦公機關周邊暫時休憩的館舍，此類處所雖有行館性質但因涉及蔣個人的行程規劃安排與戒護需要，因此較為隱秘而不為人知，相較之下蔣更常在這類地點逗留，如陽明山中山樓、木柵行館與博愛賓館屬之。[2]

## 分布

### 臺北市
- 草山行館：位於臺北市陽明山，有「草山老官邸」及「後山官邸」之稱。
- 陽明書屋：亦稱中興賓館
- 草山貴賓館
- 陽明山後山行館
- 山仔后招待所
- 木柵行館（國民黨賣掉革命實踐研究院木柵路一段土地後已被拆掉）24°59′12″N 121°33′30″E / 24.986588°N 121.558421°E

### 新北市
- 金山區松濤小屋
- 貢寮區福隆行館

### 桃園市
- 大溪區中正公園公會堂（大溪賓館）
- 角板山行館
- 角板山復興賓館：原角板山貴賓館，亦稱薰風閣、角板山花園賓館

### 新竹縣
- 湖口一營區行館

### 南投縣
- 南投縣日月行館：蔣公寢居為現日月行館所在處，隨扈及外賓餐廳為現涵碧樓所在。
- 溪頭竹廬
- 廬山警光山莊
- 廬山行館
- 萬大碧湖行館
- 南投清境山莊
- 孫海招待所

### 臺中市
- 梨山賓館
- 福壽山農場福壽山莊
- 福壽山農場松廬（蔣經國行館）
- 梨山達觀亭（天池別館）
- 武陵行館
- 廬山溫泉蔣公行館
- 谷關青山行館：亦稱青山招待所、青山山莊

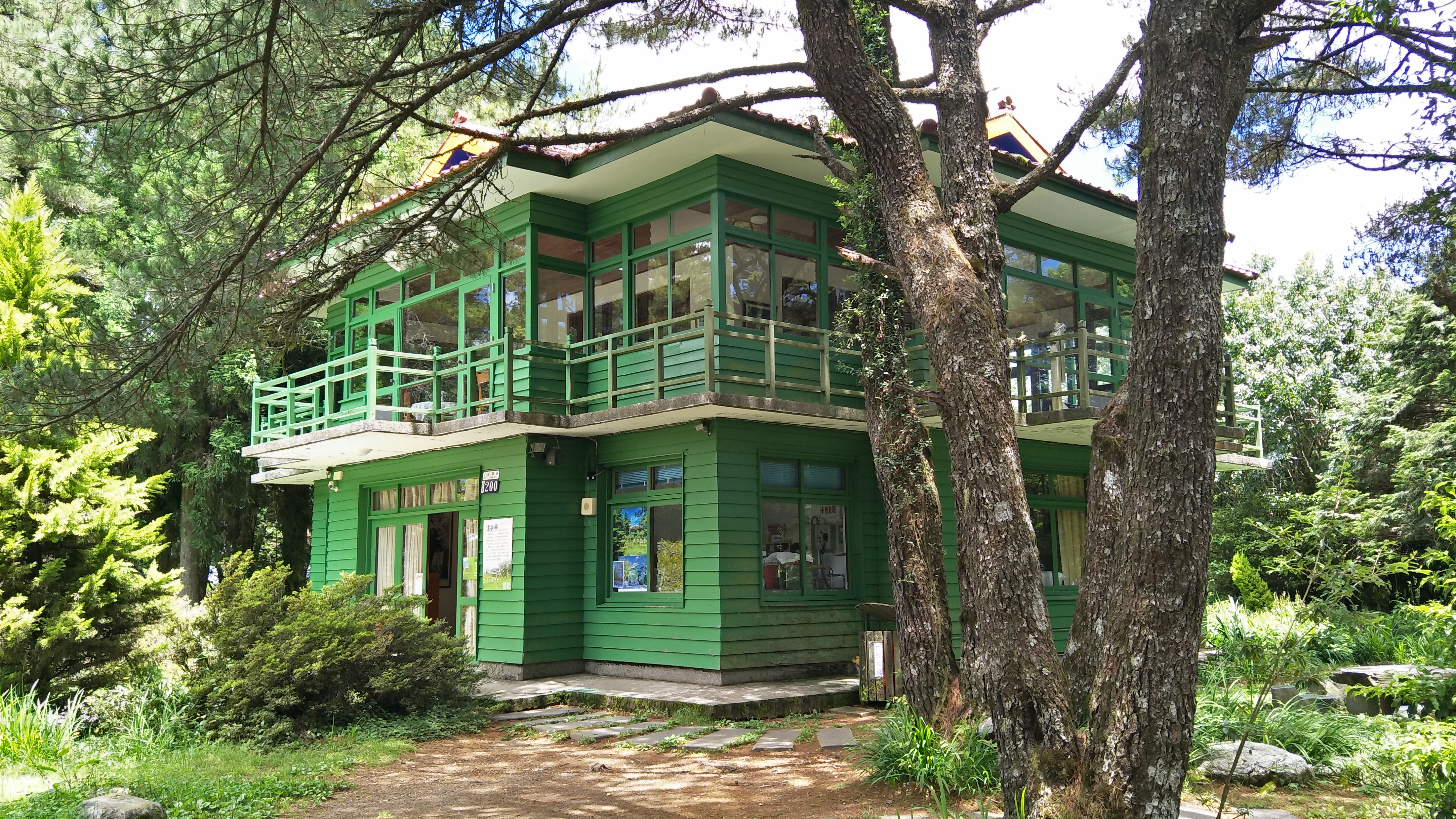
達觀亭

- 臺中市恊園行館（姚冶誠寓所，已拆除；園區改建為社會住宅）

### 彰化縣
- 彰化縣八卦山行館（已拆除）[3]

### 嘉義縣
- 阿里山貴賓館
- 嘉義公園清香亭
- 嘉義農場國民賓館

### 臺南市
- 烏山頭行館
- 雲山農場（蔣經國行館）

### 高雄市
- 西子灣賓館：位於高雄市西子灣，現為國立中山大學西灣藝廊。
- 澄清湖賓館
- 旗山糖廠行館
- 高雄市藤枝行館

### 屏東縣
- 墾丁華泰瑞苑飯店 （页面存档备份，存于）

### 宜蘭縣
- 大同鄉棲蘭行館
- 大同鄉明池行館：蔣經國行館，現為静石园
- 宜蘭太平山行館

### 花蓮縣
- 合歡山松雪樓
- 花蓮縣文山賓館
- 花蓮縣天祥招待所：現太魯閣晶英酒店
- 花蓮池南行館
- 花蓮農場招待所

### 離島
- 澎湖第一賓館
- 金門太武山房：現「明德圖書館」。
- 金防部擎天石室：室外庭院中另闢有碉堡式小屋「明廬」供蔣經國居住。
- 金門慰廬
- 馬祖勝利山莊